# Anacorese
Anacorese ou Efeito anacórico é o fenômeno pelo qual microrganismos circulantes e substâncias estranhas que circulam no sangue vão se fixando ao redor de uma área de inflamação. Além de bactérias podem se fixar no local substâncias como corantes, sais, substâncias metálicas, proteínas, protozoários e esporos. 
Os microrganismos chegam rápido ao local inflamado ondem os que se fixarem podem sobreviver em grandes números e colaborar com a colonização da região por outras espécies mais sensíveis causando infecções mais prolongadas e difíceis de serem tratadas. Assim, pacientes com doenças inflamatórias (como artrite) ficam mais suscetíveis a infecções por bactérias e protozoários. 
Isso é um problema constante para pacientes doenças inflatórias crônicas.